# Portable Sounds
Portable Sounds è il terzo album discografico in studio del cantante christian rap statunitense TobyMac, pubblicato nel 2007.

## Tracce
1. One World (featuring Siti Monroe) – 3:50 (Toby McKeehan, Cary Barlowe, Christopher Stevens)
2. Made to Love – 3:50 (McKeehan, Barlowe, Jamie Moore, Aaron Rice)
3. Boomin'/Opera Trip Interlude – 4:02 (McKeehan, Stevens)
4. I'm for You – 3:47 (McKeehan, Barlowe, Rice)
5. Face of the Earth/Chuck @ Artist Development Interlude – 4:38 (McKeehan, Joe Weber, Stevens)
6. No Ordinary Love (featuring Nirva Dorsaint) – 3:16 (Randy Crawford, McKeehan, Dave Wyatt)
7. Ignition – 3:53 (McKeehan, Trevor McNevan, Stevens)
8. Hype Man (truDog '07) – 1:41 (Toby McKeehan)
9. Suddenly – 3:40 (McKeehan, Weber, Stevens)
10. All In (Letting Go)/Mr. Talkbox Interlude – 4:33 (McKeehan, Stevens)
11. Feelin' So Fly – 3:49 (Crawford, McKeehan, Stevens)
12. No Signal – 1:11 (Toby McKeehan)
13. Lose My Soul (featuring Kirk Franklin & Mandisa) – 6:17 (McKeehan, Michael Ripoll, Stevens)

## Premi
- GMA Dove Award 2008 - "Rock/Contemporary Album of the Year"

## Classifiche
| Classifica (2010) | Posizione raggiunta |
| ----------------- | ------------------- |
| USA Billboard 200 | 10                  |